# Кофи (Мисури)
Кофи (енгл. Coffey) град је у америчкој савезној држави Мисури.

## Демографија
По попису из 2010. године број становника је 166, што је 26 (18,6%) становника више него 2000. године.
| Група             | 2000.       | 2010.        |
| Белци             | 133 (95,0%) | 166 (100,0%) |
| Афроамериканци    | 0 (0,0%)    | 0 (0,0%)     |
| Азијати           | 0 (0,0%)    | 0 (0,0%)     |
| Хиспаноамериканци | 2 (1,4%)    | 0 (0,0%)     |
| Укупно            | 140         | 166          |